# Marshall (Missouri)
Marshall é uma cidade localizada no estado americano de Missouri, no Condado de Saline.

## Demografia
Segundo o censo americano de 2000, a sua população era de 12.433 habitantes.
Em 2006, foi estimada uma população de 12.334, um decréscimo de 99 (-0.8%).

## Geografia
De acordo com o United States Census Bureau tem uma área de
26,5 km², dos quais 26,3 km² cobertos por terra e 0,2 km² cobertos por água.

## Localidades na vizinhança
O diagrama seguinte representa as localidades num raio de 24 km ao redor de Marshall.